# 塞沃尼希
塞沃尼希是德国莱茵兰-普法尔茨州的一个市镇。总面积4.82平方公里，总人口57人，其中男性29人，女性28人（2011年12月31日），人口密度12人/平方公里。